# William Jones (roer)
William Jones (1925 - 7. august 2014) var en uruguayansk roer.
Jones vandt bronze i dobbeltsculler ved OL 1948 i London (sammen med Juan Rodríguez).

## OL-medaljer
- 1948:  Bronze i dobbeltsculler